# روبرت ويلسون (لاعب كرة قدم أمريكية)
روبرت ويلسون (بالإنجليزية: Robert Wilson)‏ هو لاعب كرة قدم أمريكية أمريكي، ولد في 23 يونيو 1974 في تالاهاسي في الولايات المتحدة.

## وصلات خارجية
- روبرت ويلسون على موقع مرجع كرة القدم المحترفة.كوم (الإنجليزية)
- روبرت ويلسون على موقع JustSportsStats.com (الإنجليزية)